# Gomecello (kommunhuvudort)
Gomecello är en kommunhuvudort i Spanien. Den ligger i provinsen Provincia de Salamanca och regionen Kastilien och Leon, i den centrala delen av landet, 170 km väster om huvudstaden Madrid. Gomecello ligger 844 meter över havet och antalet invånare är 509.
Terrängen runt Gomecello är platt. Runt Gomecello är det ganska glesbefolkat, med 21 invånare per kvadratkilometer. Närmaste större samhälle är Salamanca, 13,5 km sydväst om Gomecello. Trakten runt Gomecello består till största delen av jordbruksmark.